# Dommartin (Ain)
Dommartin korábbi község (település) Franciaországban, Ain megyében. 2018. január 1-jén Bâgé-la-Ville községgel egyesült és delegált községként Bâgé-Dommartin új község része lett.
Lakosainak száma 890 fő (2018. január 1.). Dommartin Bâgé-la-Ville, Boissey, Chevroux, Marsonnas, Saint-Didier-d’Aussiat és Saint-Sulpice községekkel határos.

## Népesség
A település népességének változása:
| Lakosok száma | 598  | 528  | 517  | 537  | 600  | 857  | 872  | 886  | 892  | 890  |
|               | 1968 | 1975 | 1982 | 1990 | 1999 | 2011 | 2012 | 2015 | 2017 | 2018 |